# Holden Apollo
Holden Apollo – samochód osobowy średniej klasy sprzedawany w latach 1989-1997 przez australijską firmę Holden. Został wprowadzony jako następca dla modelu Camira. Apollo był bliźniaczą wersją Toyoty Camry, która także była sprzedawana na rynku australijskim. Oba modele różniły się między sobą detalami nadwozia.
Powstały dwie generacje modelu, obie dostępne jako 4-drzwiowy sedan lub 5-drzwiowe kombi. Pierwsza z nich wytwarzana była w latach 1989–1992 w dwóch seriach, JK i JL, oparto ją na Toyocie Camry V20. Jako źródło napędu dostępne były dwie wersje silnika R4 2.0 produkcji Toyoty. Druga generacja (Toyota Camry XV10) powstawała w latach 1993–1996 także w dwóch seriach, JM i JP. Dostępna była z dwoma silnikami, R4 2.2 i V6 3.0. Następcą modelu został Holden Vectra.

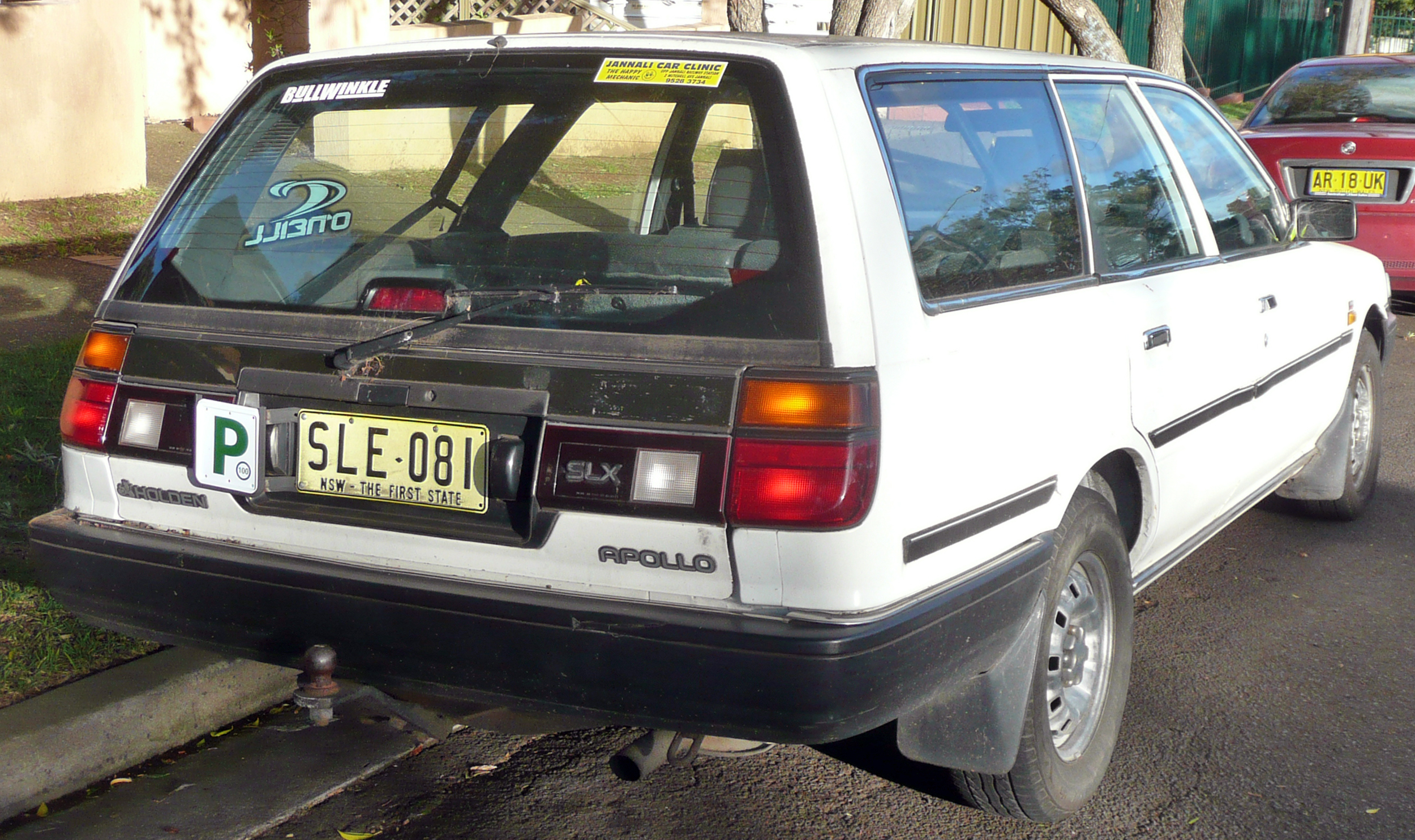
1989-1991 Holden Apollo (JK) SLX station wagon
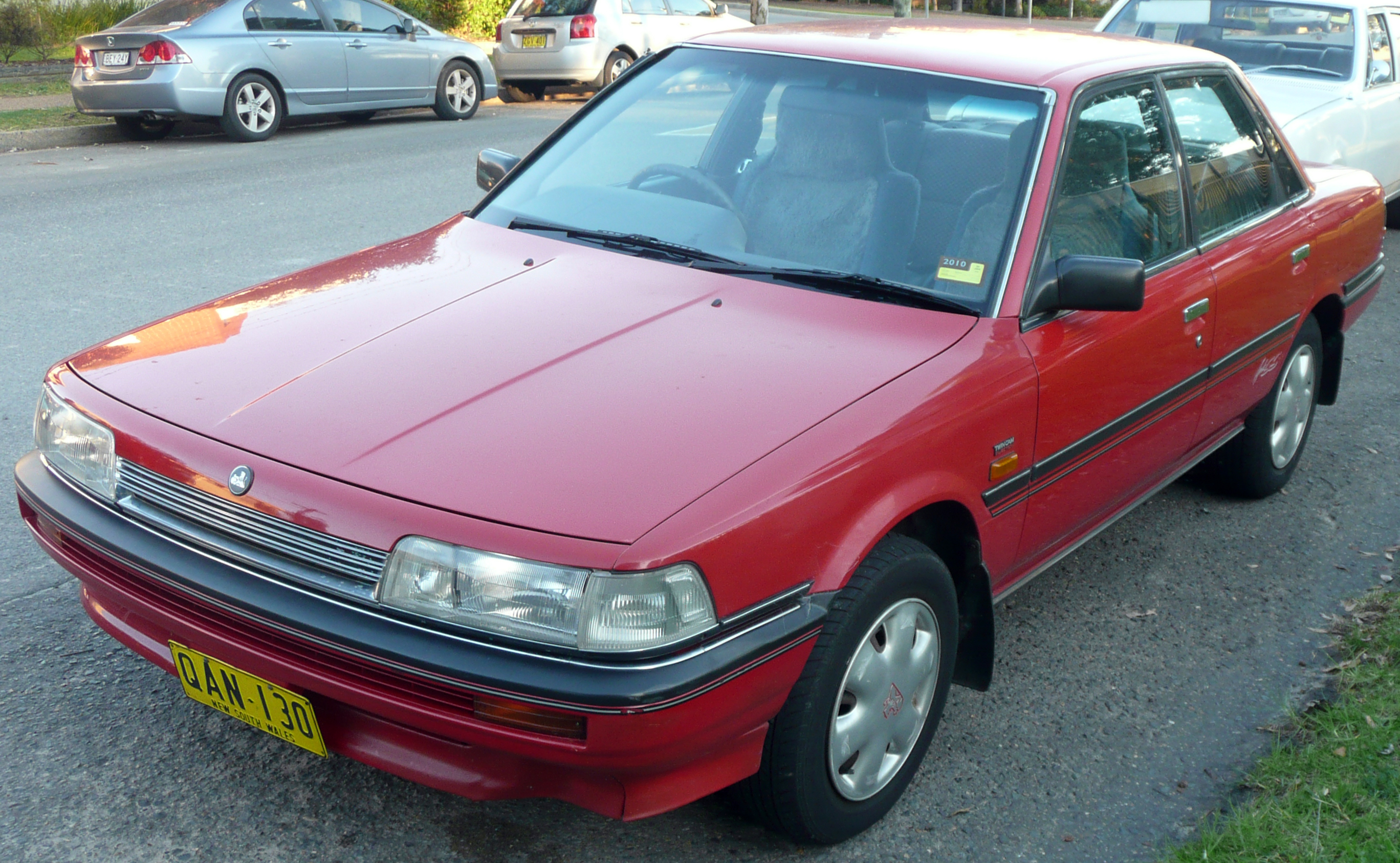
1991-1992 Holden Apollo (JL) GS sedan
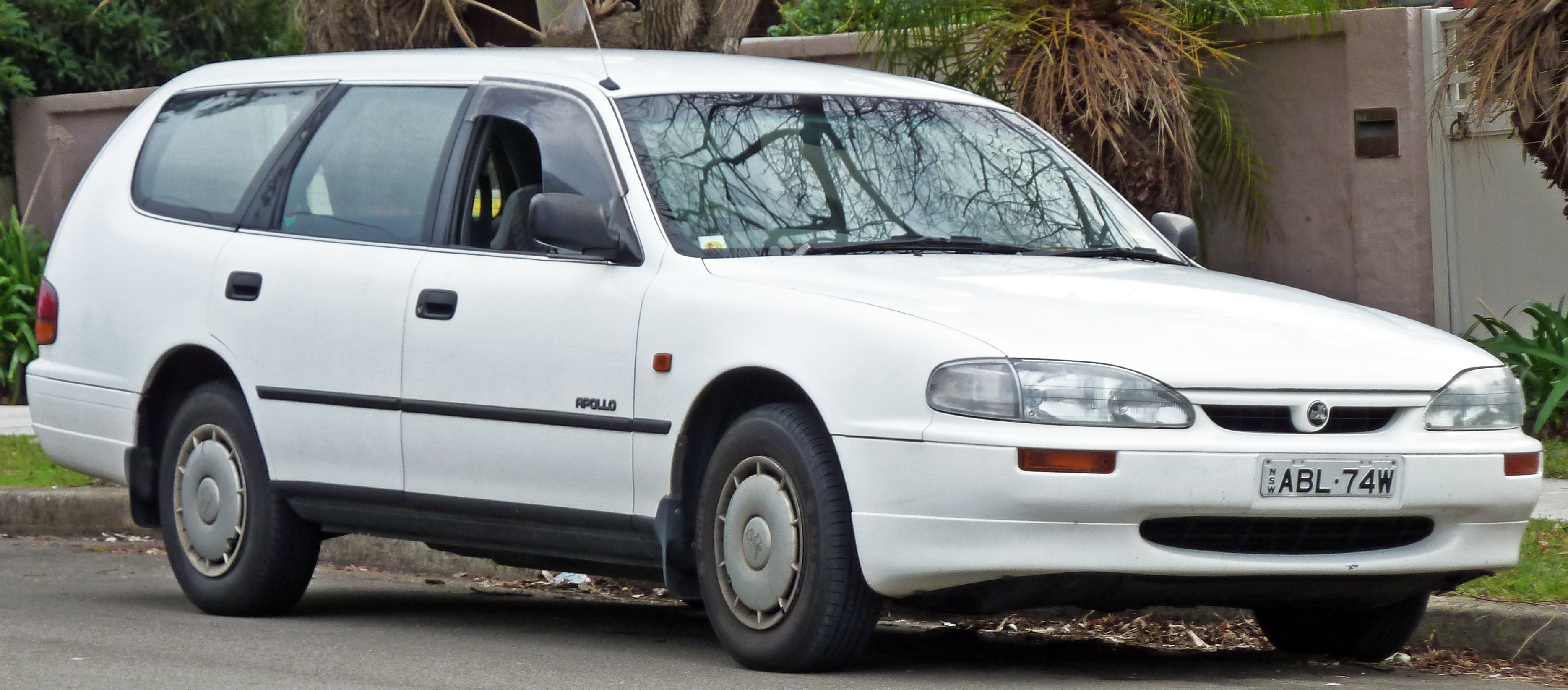
1993-1995 Holden JM Apollo SLX station wagon
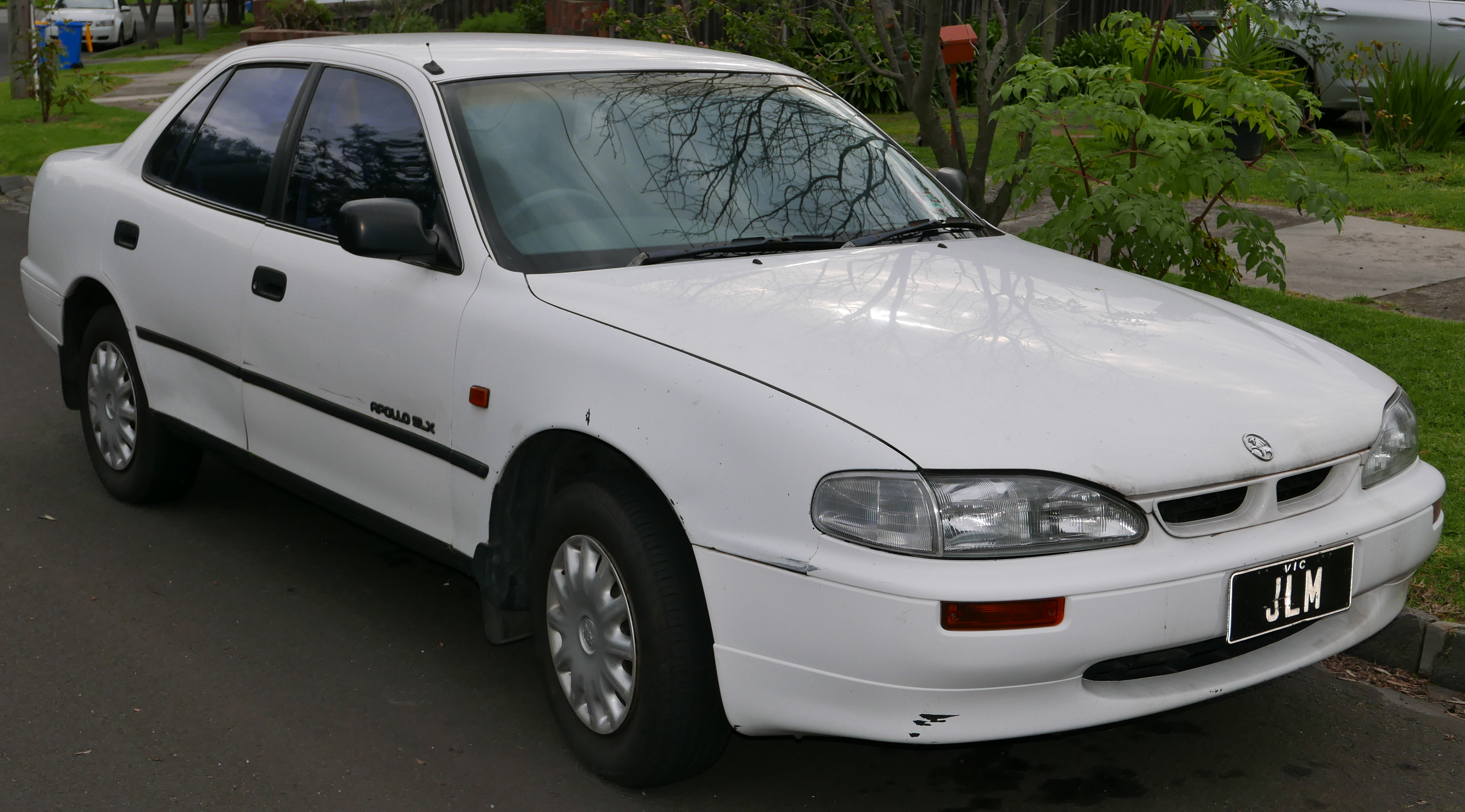
1995-1996 Holden JP Apollo SLX sedan

## Dane techniczne
| Wersja    | Silnik:                   | Układ zasilania: | Średnica × skok tłoka: | St. sprężania: | Moc maksymalna:                    | Maks. moment obrotowy      |
| JK/JL:    | JK/JL:                    | JK/JL:           | JK/JL:                 | JK/JL:         | JK/JL:                             | JK/JL:                     |
| --------- | ------------------------- | ---------------- | ---------------------- | -------------- | ---------------------------------- | -------------------------- |
| 2.0 SL    | R4 2,0 l (1998 cm³), OHC  | gaźnik           | 86,00 mm × 86,00 mm    | 9,3:1          | 112 KM (82 kW) przy 5600 obr./min  | 166 N•m przy 3200 obr./min |
| 2.0 SLE   | R4 2,0 l (1998 cm³), DOHC | wtrysk           | 86,00 mm × 86,00 mm    | 9,3:1          | 120 KM (88 kW) przy 5200 obr./min  | 171 N•m przy 4400 obr./min |
| JM/JP:    |                           |                  |                        |                |                                    |                            |
| 2.2 GS    | R4 2,2 l (2164 cm³), DOHC | wtrysk           | 87,00 mm × 91,00 mm    | 9,5:1          | 126 KM (93 kW) przy 5200 obr./min  | 185 N•m przy 4400 obr./min |
| 3.0 GS V6 | V6 3,0 l (2959 cm³), DOHC | wtrysk           | 87,50 mm × 82,00 mm    | 9,6:1          | 185 KM (136 kW) przy 5200 obr./min | 264 N•m przy 4400 obr./min |